# Jerónimos (Madrid)
Jerónimos ist ein Stadtviertel im Bezirk Retiro in Madrid, der Hauptstadt Spaniens. Es gilt als eines der vornehmsten Viertel der Stadt und beherbergt einige der bedeutendsten kulturellen und historischen Sehenswürdigkeiten Madrids.
Seit 2021 ist Jerónimos als Teil des sogenannten Paisaje de la Luz („Landschaft des Lichts“) zusammen mit dem Paseo del Prado UNESCO-Weltkulturerbe.

## Geschichte

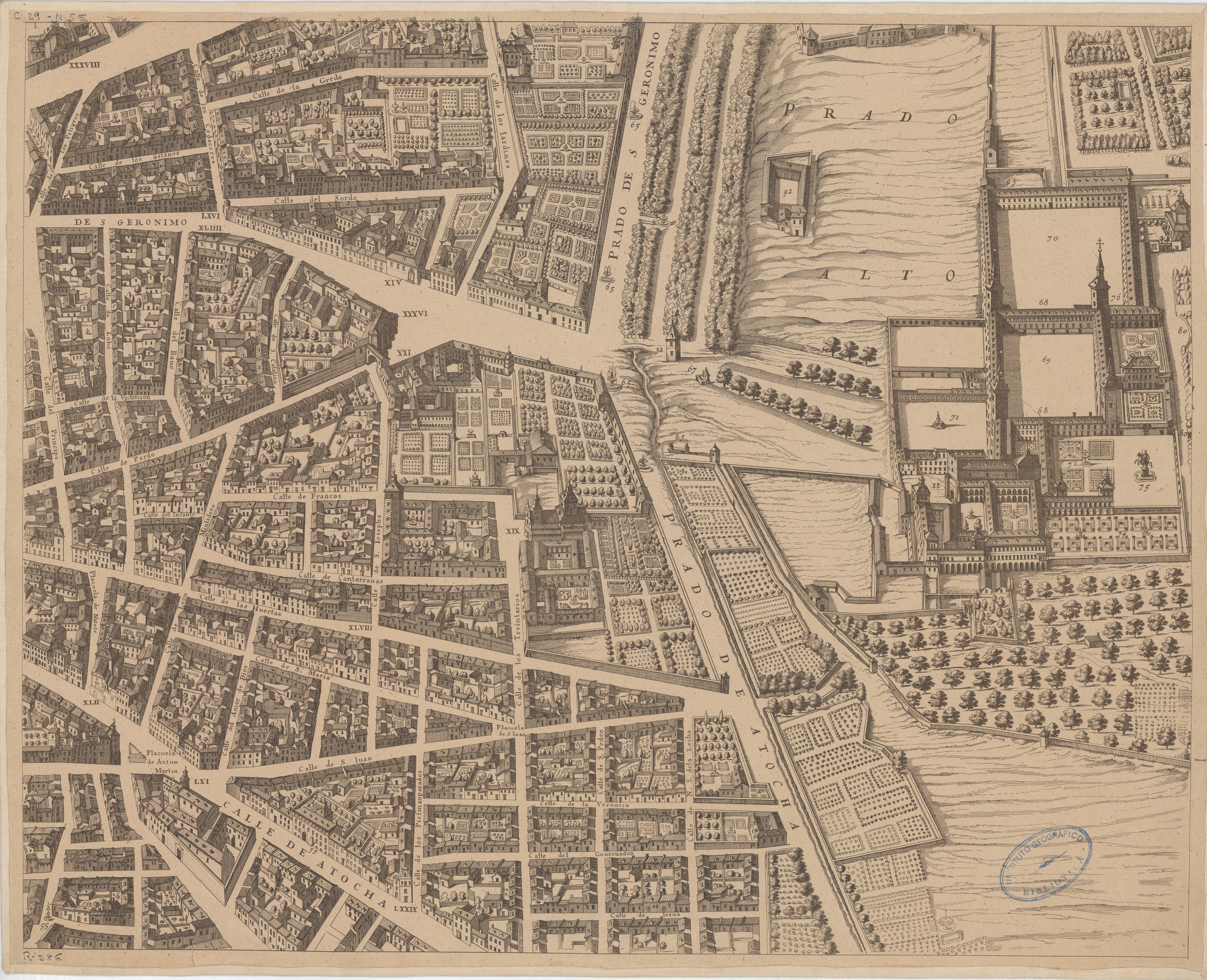
Pedro Teixeiras Topographia de la Villa de Madrid (1656) mit der Paseo del Prado und dem Kloster San Jerónimo el Real (rechts im Bild)

Die Geschichte des Viertels geht auf das 15. Jahrhundert zurück, als König Heinrich IV. von Kastilien 1464 den Bau eines Klosters namens Santa María del Paso am Ufer des Flusses Manzanares in Auftrag gab. Aufgrund des unsauberen Wassers, das zahlreiche Krankheiten unter den Mönchen verursachte, gewährte Königin Isabella I. 1502 den Mönchen den neuen Standort, der als Prado de San Jerónimo bekannt wurde.
Das Kloster San Jerónimo el Real wurde zu einem wichtigen Ort des Hofgeschehens und diente als Schauplatz für die Vereidigungszeremonien der spanischen Thronerben von Philipp II. (1528) bis Isabella II. (1833). König Philipp II. ließ das Gebäude erweitern, um sich dort erholen zu können.
Die eigentliche Entwicklung des heutigen Wohnviertels begann Ende des 19. Jahrhunderts, als die Umgebung des Klosters urbanisiert wurde. 1865 wurden Teile des Geländes, die zum ehemaligen Palacio del Buen Retiro gehörten, von Königin Isabella II. an den Staat verkauft und für die Bebauung freigegeben.

## Geographie und Stadtbild
Jerónimos umfasst den Retiro-Park und wird im Norden von der Calle Alcalá und der Calle de O’Donnell, im Osten von der Avenida Menéndez Pelayo, im Süden vom Paseo de la Reina Cristina sowie im Westen vom Paseo del Prado begrenzt.
Das Viertel zeichnet sich durch elegante Wohnhäuser und Palais aus dem 19. Jahrhundert aus, die entlang breiter Straßen und Alleen angelegt sind. Die Nähe zum Retiro-Park und die zahlreichen kulturellen Einrichtungen machen es zu einem der begehrtesten Wohngebiete Madrids.

## Bauwerke und Sehenswürdigkeiten

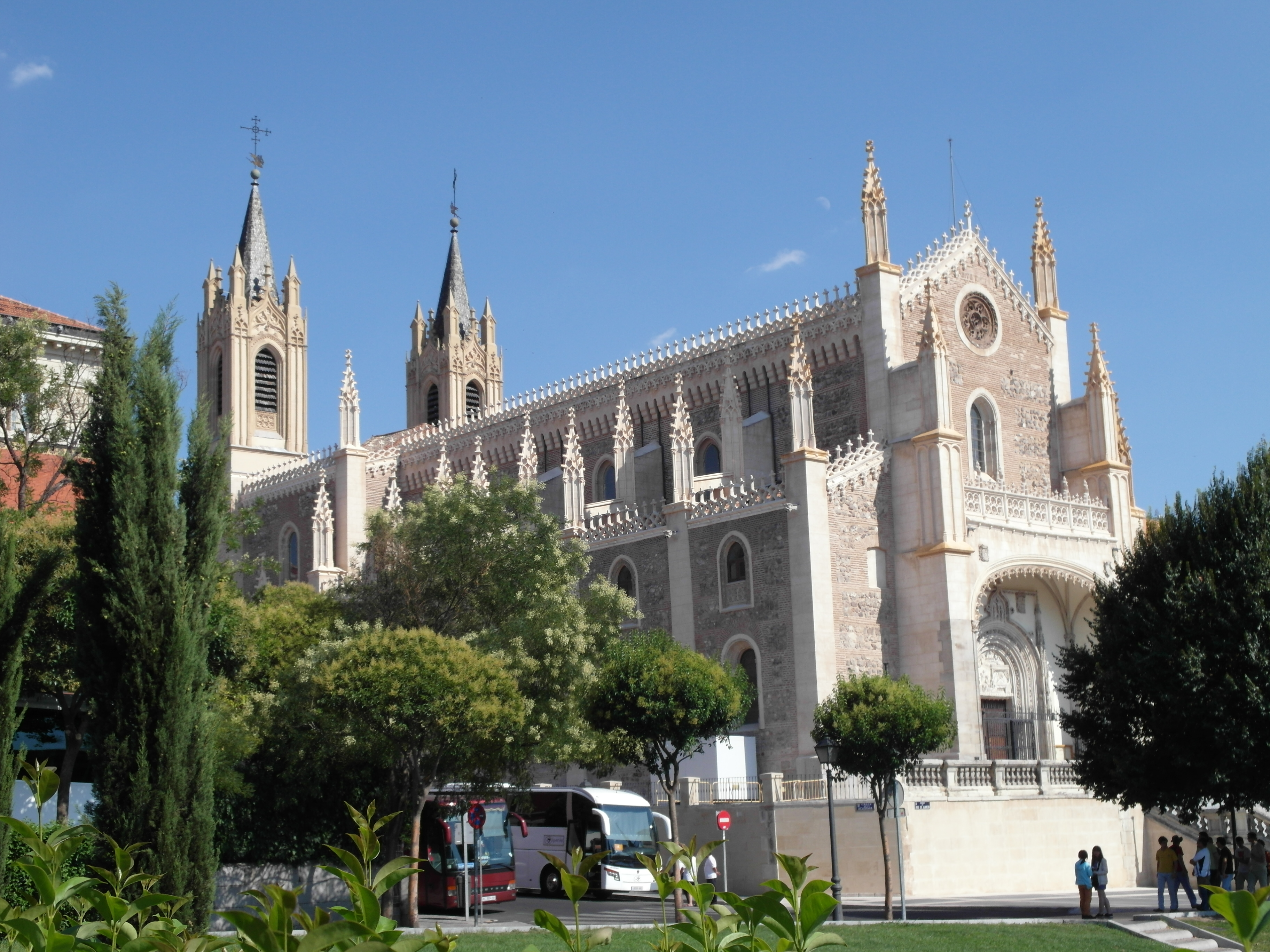
Kirche San Jerónimo el Real

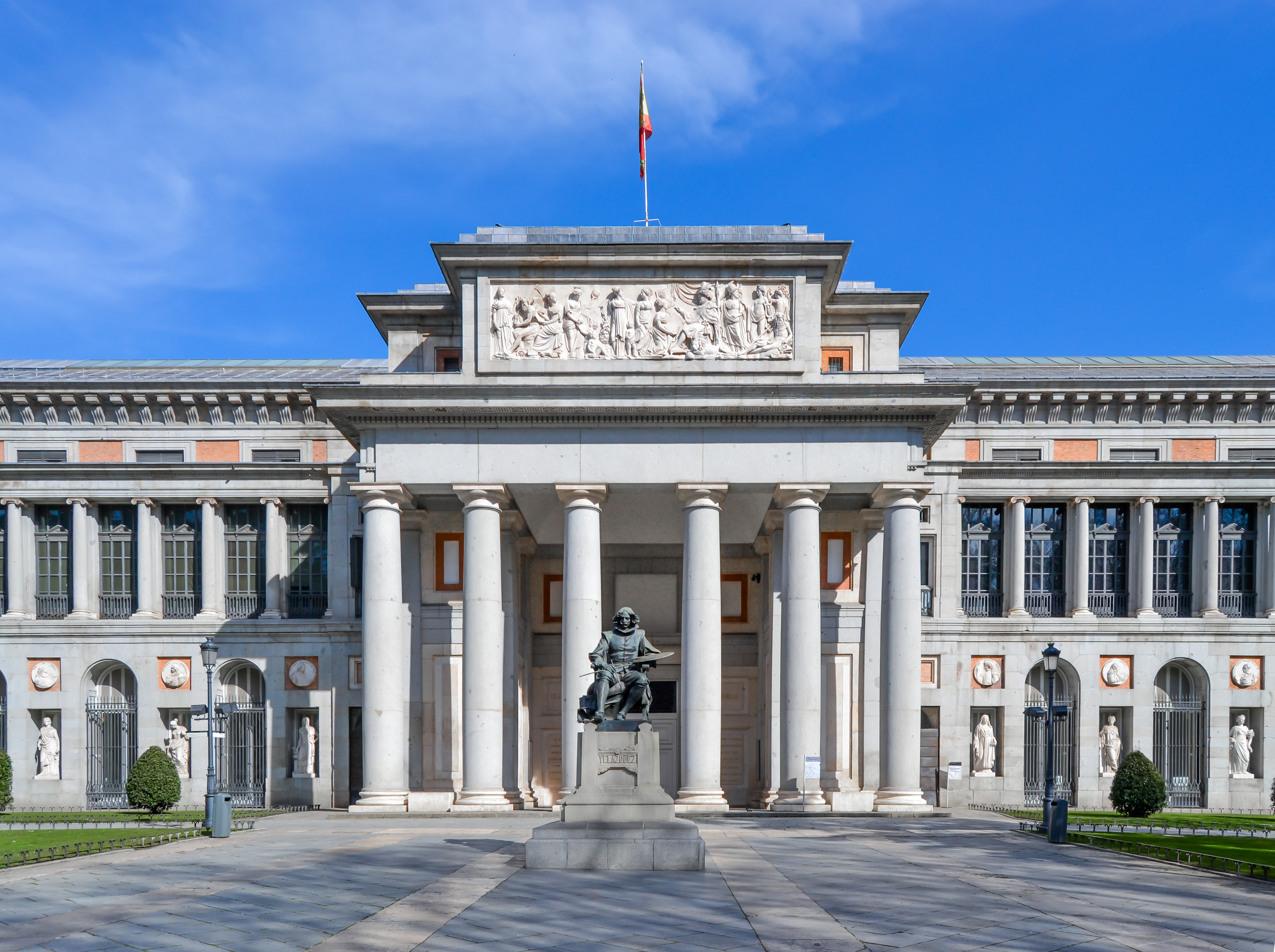
Museo del Prado

Die Kirche San Jerónimo el Real, oft einfach als Los Jerónimos bezeichnet, ist das namensgebende Gebäude des Viertels. Sie gilt als das einzige erhaltene gotische Gebäude in Madrid, wenn auch mit Einflüssen der Renaissance. Die Kirche wurde im 19. Jahrhundert umfassend renoviert und 1925 zum Nationaldenkmal erklärt.
Das Museo del Prado, eines der bedeutendsten Kunstmuseen der Welt, befindet sich im Westen des Viertels. Es beherbergt eine umfangreiche Sammlung europäischer Meisterwerke, insbesondere spanischer Maler wie Velázquez, Goya und El Greco.
Weitere Einrichtungen:
- Real Jardín Botánico de Madrid (Königlicher Botanischer Garten)
- Museo Naval de Madrid (Schifffahrtsmuseum)
- Museo Nacional de Artes Decorativas (Nationalmuseum für Dekorative Kunst)
- Real Academia Española
- Palacio de Cibeles (Madrider Rathaus)
- Hotel Ritz
- Madrider Börse
- Cuartel General de la Armada (Hauptquartier der spanischen Marine)
- Casón del Buen Retiro
- Salón de Reinos

## Verkehr und Infrastruktur
Das Viertel ist gut an das öffentliche Verkehrsnetz Madrids angebunden. Die U-Bahn-Stationen Retiro (Linie 2), Banco de España (Linie 2) und Atocha (Linie 1) befinden sich in der Nähe. Zudem durchqueren mehrere Buslinien das Viertel. Der Bahnhof Atocha, einer der wichtigsten Verkehrsknotenpunkte Madrids, liegt in unmittelbarer Nähe.